# Stanisław Karpiel (ur. 1951)
Stanisław Karpiel (ur. 23 sierpnia 1951 w Zakopanem) – polski biathlonista. Medalista mistrzostw Polski, mistrz świata juniorów w sztafecie.

## Życiorys
Karierę sportową rozpoczął od narciarstwa w klubie SN PTT 1907 Zakopane, w 1969 został zawodnikiem WKS Zakopane i jeszcze w tym samym roku rozpoczął treningi w biathlonie. Reprezentował Polskę na mistrzostwach świata juniorów w 1971 (15. miejsce indywidualnie, 4. miejsce w sztafecie) i 1972 (1. miejsce w sztafecie (z Ludwikiem Ziębą i Janem Szpunarem) i 19 m. indywidualnie. W 1973 zdobył brązowy medal mistrzostw Polski w biegu indywidualnym. W tym samym roku zakończył karierę sportową.
Biathlonistą jest także jego syn, również Stanisław.